# Pęknięcia przechodzące

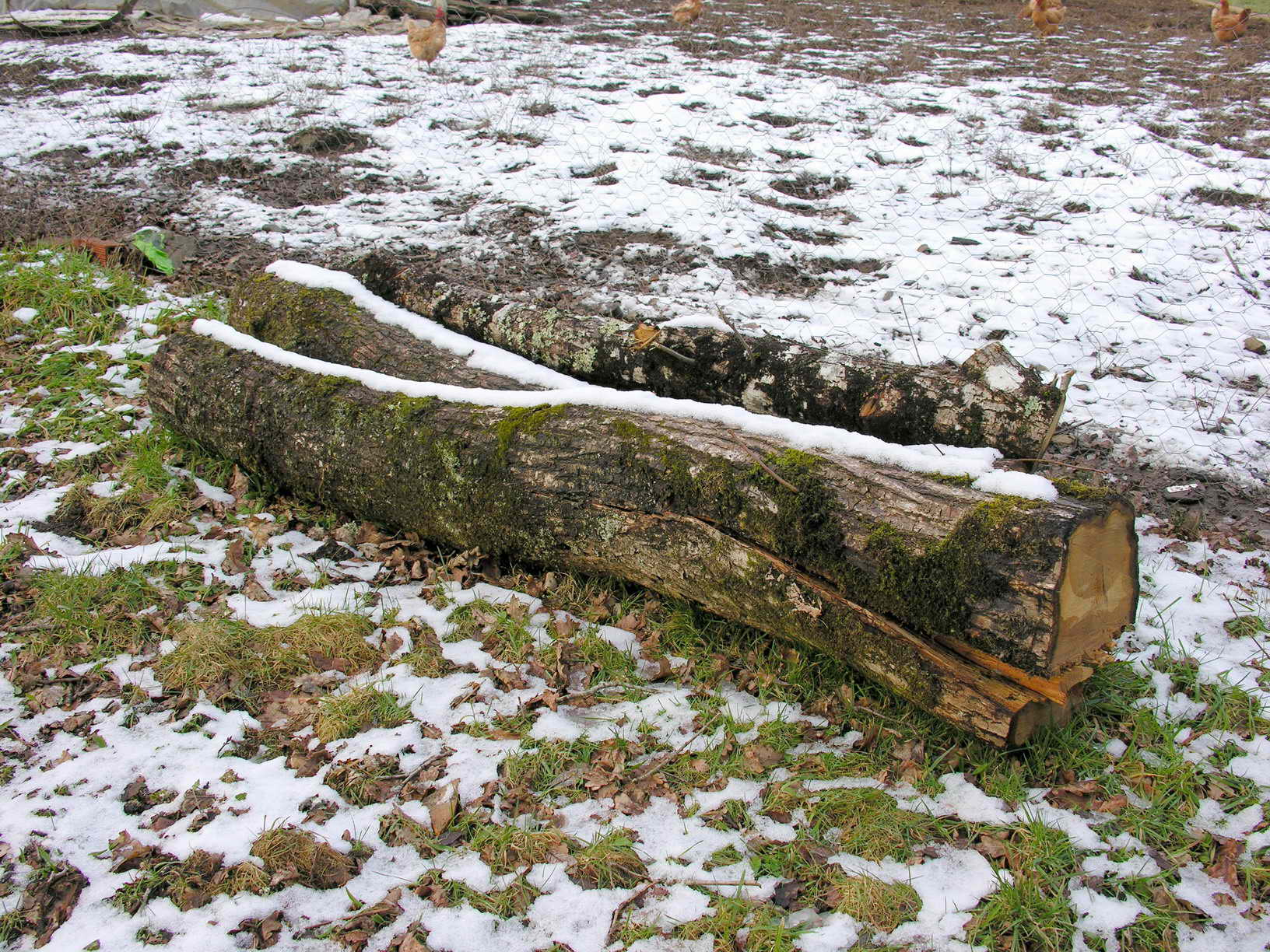
odłup

Pęknięcia przechodzące – wada drewna z grupy pęknięć występująca w drewnie wszystkich gatunków drzew.
Pęknięcia głębokie bardzo często spowodowane są nieprawidłowym ścięciem drzewa. Pęknięcia wychodzą z czoła na pobocznicę pnia w dwóch przeciwległych miejscach. Jeżeli pęknięcie przebiega przez całą średnicę drewna okrągłego, pęknięcie takie nazywa się rozłupem, gdy pęknięcie przebiega po cięciwie - odłupem.